# Hey Ho
«Hey Ho» es una canción interpretada por el cantante colombiano Mauricio Rivera, con la colaboración de la cantante rumana Amna y el rapero colombiano Obie-P, incluida en el álbum de Rivera, Nuevo Amanecer.

## Posicionamiento en listas
| Listas (2012)                                   | Mejor posición |
| ----------------------------------------------- | -------------- |
| Australia (ARIA)                                | 36             |
| Bélgica (Ultratop) Flanders                     | 46             |
| Canadá (Canadian Hot 100)                       | 71             |
| Escocia (Official Charts Company)               | 67             |
| Eslovaquia (Singles Digitál Top 100)            | 43             |
| Estados Unidos (Bubbling Under Hot 100 Singles) | 10             |
| Hungría (Single Top 40)                         | 37             |
| Irlanda (IRMA)                                  | 42             |
| Nueva Zelanda Hot Singles (RMNZ)                | 1              |
| Reino Unido (UK Singles Chart)                  | 45             |
| República Checa (Singles Digitál Top 100)       | 69             |
| Suecia (Sverigetopplistan)                      | 7              |
| Suiza (Schweizer Hitparade)                     | 72             |

## Historial de lanzamiento
| País   | Fecha                    | Formato                      | Discográfica    | Ref |
| ------ | ------------------------ | ---------------------------- | --------------- | --- |
| Varios | 14 de septiembre de 2012 | Descarga digital y Streaming | Capitol Records |     |